# Santa María de Esgos
Esgos (llamada oficialmente Santa María de Esgos) es una parroquia y un lugar del municipio español de Esgos, en la provincia de Orense, Galicia.

## Organización territorial
La parroquia está formada por nueve entidades de población:

### Entidad de población
Entidad de población que forma parte de la parroquia:
- A Meiroá
- As Meiroás
- A Touza
- Cachamuíña
- Calsomiro
- Esgos
- Lampazas
- Tarreirigo

### Despoblado
Despoblado que forma parte de la parroquia:
- Rebolar

## Demografía

### Parroquia
| Gráfica de evolución demográfica de Esgos (parroquia) entre 2000 y 2022 |
|                                                                         |
| Datos según el nomenclátor publicado por el INE.                        |

### Lugar
| Gráfica de evolución demográfica de Esgos (lugar) entre 2000 y 2022 |
|                                                                     |
| Datos según el nomenclátor publicado por el INE.                    |